# Sajida Talfah
Sajida Talfah (arabiska: ساجدة خيرالله طلفاح), född 24 juni 1937 i Tikrit, är kusin och första hustrun till Iraks exdiktator Saddam Hussein, och mor till deras två söner, Uday Hussein och Qusay Hussein, och tre döttrar, Raghad Hussein, Rana Hussein och Hala Hussein. Hon blev gift med Saddam 1963, och innan dess var hon en skollärare.
Hon tros bo i exil i Qatar sedan Saddams regim fallit. 